# Xiaoyi (köping i Kina, Guangxi)
Xiaoyi (kinesiska: 校椅镇, 校椅) är en köping i Kina. Den ligger i den autonoma regionen Guangxi, i den södra delen av landet, omkring 94 kilometer öster om regionhuvudstaden Nanning. Antalet invånare är 66596. Befolkningen består av 31 828 kvinnor och 34 768 män. Barn under 15 år utgör 23,0 %, vuxna 15-64 år 64 %, och äldre över 65 år 12,0 %.
Genomsnittlig årsnederbörd är 2 217 millimeter. Den regnigaste månaden är juli, med i genomsnitt 400 mm nederbörd, och den torraste är januari, med 45 mm nederbörd.